# Лайшев, Касим Анверович
Касим Анверович Лайшев (род. 27 октября 1957 года, Красноярский край) — российский учёный в области ветеринарной инфектологии.
Член-корреспондент РАН (2014), РАСХН (2007), академик РАН (2022), доктор ветеринарных наук (1999).
В НИИ сельского хозяйства Крайнего Севера прошёл путь от лаборанта до директора (с 2000 г.).
Ныне директор Северо-Западного центра междисциплинарных исследований проблем продовольственного обеспечения (СЗЦППО).

## Биография
Родился в посёлке Потапово Дудинского района Красноярского края.
Окончил Ленинградский ветеринарный институт — ныне Санкт-Петербургская государственная академия ветеринарной медицины (1980). Затем с того же года в норильском НИИ сельского хозяйства Крайнего Севера, где прошёл путь от лаборанта до директора (с 2000 г.), перед тем зам. директора по научной работе (с 1998), заведовал отделом ветеринарии и биотехнологии (1996—1998) и лабораторией пантовых исследований (1991—1996).
Ныне директор Северо-Западного центра междисциплинарных исследований проблем продовольственного обеспечения (СЗЦППО).
Член комиссии по борьбе с лженаукой и фальсификацией научных исследований при Президиуме Российской академии наук.
Являлся заместителем председателя Северо-Западного научного центра Россельхозакадемии.
Член редколлегии журнала «Генетика и разведение животных».

## Награды и признание
Награждён 
- медалью ордена «За заслуги перед Отечеством» II степени (2006),
- почётными грамотами РАСХН.

Опубликовал более 300 научных трудов, 13 монографий (см. ссылки).